# Prosopocera viridana
Prosopocera viridana là một loài bọ cánh cứng trong họ Cerambycidae.